# Élections européennes de 2024 en Slovaquie
Pour un article plus général, voir Élections européennes de 2024.
Les élections européennes de 2024 en Slovaquie sont les élections des députés de la dixième législature du Parlement européen, qui se déroulent du 6 juin au 9 juin 2024 dans tous les États membres de l'Union européenne, dont la Slovaquie où elles ont lieu le 8 juin 2024.

## Mode de scrutin
Les eurodéputés slovaques sont élus au suffrage universel direct par les citoyens slovaques et les ressortissants de l’UE résidant de façon permanente en Slovaquie, et étant âgés de plus de 18 ans.
Le scrutin se tient au sein d'une circonscription unique selon le mode de vote préférentiel. Les sièges sont attribués aux listes ayant dépassé 5 % des suffrages exprimés selon la méthode d’Hagenbach-Bischoff.